# No sé llorar
«No sé llorar» es el primer sencillo del tercer álbum de estudio de la cantante mexicana Dulce María. El sencillo fue lanzado el 29 de abril de 2016 conjunto a su video correspondiente. El tema es una balada con influencias electropop compuesta por América Angélica Jiménez y Ximena Muñoz, y producida por Ettore Grenci. 
El sencillo recibió críticas positivas de la prensa especializada, muchos elogiaron la madurez presente en el tema en conjunto con la evolución vocal y musical de la intérprete en relación con sus trabajos anteriores.

## Producción y antecedentes
En 22 de abril de 2016 la cantante publicó en su página oficial de Facebook “Comenzamos a descubrir detalles del nuevo single… aquí la primera pista” junto con una parte de la portada del sencillo. La cantante también publicó la fecha oficial de lanzamiento de la canción que sería el día 29 de abril.

## Recepción

### Desempeño
El sencillo fue lanzado el 29 de abril de 2016 digitalmente. La canción alcanzó el primer lugar en ventas digitales en iTunes Brasil, Chile, Perú y Eslovenia, y el video musical alcanzó el primer lugar en ventas digitales en más de diez países.

## Vídeo musical

### Desarrollo y lanzamiento
El vídeo fue dirigido por Francisco Álvarez y producido por Rosa Torres. Se estrenó exclusivamente por Ritmoson el 28 de abril de 2016 y al día siguiente fue estrenado en el canal Vevo de la cantante.

### Sinopsis
La producción sigue la línea de la canción y muestra al personaje de Dulce escapando de una relación abusiva tras observar otras personas en la misma situación de abuso psicológico.

## Posiciones
| Lista                                       | Mejor posición |
| ------------------------------------------- | -------------- |
| Estados Unidos (Billboard Spotify Viral 50) | 5              |
| México (Monitor Latino Hot Song Pop)        | 3              |
| México (Monitor Latino Pop)                 | 10             |